# 150-й укреплённый район
150-й укреплённый Новгородский район — формирование (воинская часть) РККА ВС СССР в Великой Отечественной войне.
Сокращённое наименование — 150 УР.

## История
150-й укреплённый район сформирован с 14 декабря 1941 года по 25 декабря 1941 года в Вологодской области.
В действующей армии с 4 июня 1942 года по 15 ноября 1944 год и с 09 апреля 1945 года по 3 сентября 1945 года.
Вёл оборону на реке Волхов. С 1 апреля 1943 года боевая задача района — оборона восточного берега рек Малый Волховец, Волхов, северного и северо-восточного побережья озера Ильмень от Ново-Николаевской колонии до Наволок, на протяжении 63 километров
В ходе Новгородско-Лужской наступательной операции прикрывал правый фланг 59-й армии.

После подсчётов и прикидок Военный совет и штаб фронта выделили сюда 6, 14 и 112-й стрелковые корпуса в составе девяти стрелковых дивизий, одной бригады и 150-го укрепленного района.— Мерецков К. А. На службе народу»
Принимал участие в Свирско-Петрозаводской операции, после её окончания, оборонял достигнутый рубеж. Затем, по выходе Финляндии из войны дислоцировался в Беломорском военном округе.
В мае 1945 года переброшен на Дальний Восток, занял позиции в Дальнегорском районе Приморского края в районе бухты Клоково.

## Состав
- Управление (штаб) 150 УР;
- 215-й отдельный пулемётно-артиллерийский батальон;
- 150-й отдельный пулемётно-артиллерийский батальон;
- 345-й отдельный пулемётно-артиллерийский ордена Красной Звезды батальон
- 262-я отдельная рота связи;

## В составе
| Дата            | Фронт (округ)             | Армия                   | Корпус (группа)               | Примечания |
| --------------- | ------------------------- | ----------------------- | ----------------------------- | ---------- |
| 01.04.1942 года | Резерв Ставки ВГК         | 58-я армия              |                               |            |
| 01.05.1942 года |                           | 7-я армия               |                               |            |
| 01.06.1942 года |                           | 7-я армия               |                               |            |
| 01.07.1942 года | Волховский фронт          | 52-я армия              |                               |            |
| 01.08.1942 года | Волховский фронт          | 52-я армия              |                               |            |
| 01.09.1942 года | Волховский фронт          | 52-я армия              |                               |            |
| 01.10.1942 года | Волховский фронт          | 52-я армия              |                               |            |
| 01.11.1942 года | Волховский фронт          | 52-я армия              |                               |            |
| 01.12.1942 года | Волховский фронт          | 52-я армия              |                               |            |
| 01.01.1943 года | Волховский фронт          | 52-я армия              |                               |            |
| 01.02.1943 года | Волховский фронт          | 52-я армия              |                               |            |
| 01.03.1943 года | Волховский фронт          | 52-я армия              |                               |            |
| 01.04.1943 года | Волховский фронт          | 52-я армия              |                               |            |
| 01.05.1943 года | Волховский фронт          | 52-я армия              |                               |            |
| 01.06.1943 года | Волховский фронт          | 59-я армия              |                               |            |
| 01.07.1943 года | Волховский фронт          | 59-я армия              |                               |            |
| 01.08.1943 года | Волховский фронт          | 59-я армия              |                               |            |
| 01.09.1943 года | Волховский фронт          | 59-я армия              |                               |            |
| 01.10.1943 года | Волховский фронт          | 59-я армия              |                               |            |
| 01.11.1943 года | Волховский фронт          | 59-я армия              |                               |            |
| 01.12.1943 года | Волховский фронт          | 59-я армия              |                               |            |
| 01.01.1944 года | Волховский фронт          | 59-я армия              |                               |            |
| 01.02.1944 года | Волховский фронт          | 59-я армия              |                               |            |
| 01.03.1944 года | Ленинградский фронт       | 54-я армия              |                               |            |
| 01.04.1944 года | Карельский фронт          | 7-я армия               |                               |            |
| 01.05.1944 года | Карельский фронт          | 7-я армия               |                               |            |
| 01.06.1944 года | Карельский фронт          | 7-я армия               |                               |            |
| 01.07.1944 года | Карельский фронт          | 7-я армия               |                               |            |
| 01.08.1944 года | Карельский фронт          | 7-я армия               |                               |            |
| 01.09.1944 года | Карельский фронт          | 7-я армия               |                               |            |
| 01.10.1944 года | Карельский фронт          | 7-я армия               |                               |            |
| 01.11.1944 года | Карельский фронт          | 7-я армия               | 4-й стрелковый корпус         |            |
| 01.12.1944 года | Резерв Ставки ВГК         | 7-я армия               |                               |            |
| 01.01.1945 года | Резерв Ставки ВГК         | 7-я армия               |                               |            |
| 01.02.1945 года | Беломорский военный округ |                         |                               |            |
| 01.03.1945 года | Беломорский военный округ |                         |                               |            |
| 01.04.1945 года | Беломорский военный округ |                         |                               |            |
| 01.05.1945 года | Беломорский военный округ |                         |                               |            |
| 01.06.1945 года | Дальневосточный фронт     | Приморская группа войск | Чугуевская оперативная группа |            |
| 01.07.1945 года | Дальневосточный фронт     | Приморская группа войск | Чугуевская оперативная группа |            |
| 01.08.1945 года | Дальневосточный фронт     | Приморская группа войск | Чугуевская оперативная группа |            |
| 09.08.1945 года | 1-й Дальневосточный фронт | -                       | Чугуевская оперативная группа |            |
| 03.09.1945 года | 1-й Дальневосточный фронт | -                       | Чугуевская оперативная группа |            |

## Коменданты
- Лесков, Яков Иванович, подполковник
- Марченко, Иван Никифорович, полковник

## Знаки отличия
- 20.01.1944 года — присвоено почётное наименование «Новгородский».